# 처녀의 성
"처녀의 성"은 1977년에 개봉한 대한민국의 영화이다.

## 캐스팅
- 김영란
- 백일섭
- 노주현
- 정래협
- 한주열
- 남수정
- 양일민
- 김경란
- 김기범
- 석인수
- 양춘
- 임해림
- 한태일
- 김대현
- 주일몽
- 백송